# ملحوظة: أنا أحبك
ملحوظة: أنا أحبك (بالإنجليزية:P.S. I Love You)، هو فيلم أمريكي رومانسي، أنتج سنة 2007م. أرملة شابة تكتشف بعد وفاة زوجها بسبب ورم في الدماغ انه ترك لها 10 رسائل تهدف للمساعدة في تخفيف آلامها وتشجيعها لبدء حياة جديدة. الفلم من إخراج ريتشارد لاجرافينيز .

## طاقم التمثيل
- هيلاري سوانك - هولي رايلي-كينيدي
- جيرارد بتلر - جيري كينيدي
- ليزا كودرو - دينيس هينيسي
- جينا جيرشون - شارون مكارثي
- جيمس مارسترس - جون مكارثي
- هاري كونيك الابن. - دانيال كونيلي
- جيفري دين مورغان - ويليام غالاغير
- نيلي ماكاي - سيارا رايلي، شقيقة هولي
- كاثي بيتس - باتريشيا رايلي، والدة هولي وسيارا
- آن كينت - روز كينيدي، والدة جيري
- بريان ماكجراث - مارتن كينيدي، والد جيري

## وصلات خارجية
- بي إس أنا أحبك على موقع IMDb (الإنجليزية)
- بي إس أنا أحبك على موقع ميتاكريتيك (الإنجليزية)
- بي إس أنا أحبك على موقع روتن توميتوز (الإنجليزية)
- بي إس أنا أحبك على موقع نتفليكس (الإنجليزية)
- بي إس أنا أحبك على موقع قاعدة بيانات الأفلام العربية
- بي إس أنا أحبك على موقع ألو سيني (الفرنسية)
- بي إس أنا أحبك على موقع Turner Classic Movies (الإنجليزية)
- بي إس أنا أحبك على موقع أول موفي (الإنجليزية)
- بي إس أنا أحبك على موقع بوكس أوفيس موجو (الإنجليزية)
- بي إس أنا أحبك على موقع فيلمافينيتي (الإسبانية)